# Henrik Ramel (1601-1653)
 For alternative betydninger, se Henrik Ramel. (Se også artikler, som begynder med Henrik Ramel)
Henrik Ramel (født 28. april 1601 på Bækkeskov, Skåne, død 6. oktober 1653 på Elmelundegård) var en dansk rigsråd, søn af Henrik Ramel (død 1610).
1611, året efter hans faders død, blev han af moderen sendt til den ansete skole i Stolpe i hans stamland Pommern, studerede derefter 1616-19 ved universiteterne i Greifswald og Jena og ved adelskollegiet i Tübingen og kom tilbage til Danmark 1620.
Derpå tiltrådte han, der tidlig roses for sin begavelse, det følgende år en længere udenlandsrejse til Nederlandene, Frankrig, Spanien (her i følge med den danske afsending Christian Thomesen Sehested) og Italien.
Han vendte hjem 1625 og var 1626-27 ansat i det Danske Kancelli. Tillige var han sekretær hos den udvalgte prins Christian.
1627 var han første gang befuldmægtiget for den skånske adel ved et stændermøde i Odense, og lignende hverv overdroges ham
ofte i den følgende tid.
Fra 1633-36 var han landsdommer i Skåne og som sådan forlenet med Froste Herred og Heinekirke.
1639 blev han valgt til landkommissær i samme provins, hvilken stilling han beklædte til 1642.
Imidlertid var han 1640 bleven hofmester på Sorø Akademi og beholdt dette embede til 1649.
Han indtog i dette øjeblik en særlig fremragende stilling imellem adelen, hvilket navnlig viste sig deri, at han på valgstændermødet
i april 1648 blev valgt til dens ordfører i de vigtige forhandlinger med Rigsrådet.
I maj 1649 blev han også selv optaget i dette og forlenedes 1650(-52) med Herrisvad Kloster.
I rådet var han 1650 en modstander af de lavere stænders, af kongen begunstigede, forslag med hensyn til en stiltiende anerkendelse af prins Christians arveret til Norge, men han optrådte tillige mod Hannibal Sehested og endnu skarpere mod Corfitz Ulfeldt, navnlig under Dinas proces, ligesom han 1650 blev sendt til Bornholm for at undersøge Ebbe Ulfeldts forhold.
Rigshofmesteren så i ham en af sine bitreste fjender, og hans harme imod Henrik Ramel voksede naturligvis, da han 1651 blev hans afløser som lensmand på Møn.
Han havde 12. august 1627 ægtet Birgitte Lunge, en datter af rigsmarsk Jørgen Lunge.
Efter hendes død 1628 ægtede han 21. september 1631 Margrethe Skeel, datter af rigsråd Otte Skeel til Hammelmose og Birgitte Lindenow; hun overlevede ham.